# Hundestejler
Hundestejler (Gasterosteiformes) er en orden inden for dyreriget.
| Familier |

- Hundestejle-familien (Gasterosteidae)
- Knivfiske-familien (Centriscidae)
- Nålefisk-familien (Syngnathidae)
- Pegasusfisk-familien (Pegasidae)
- Rørnæse-familien (Aulorhynchidae)
- Sneppefisk-familien (Macroramphosidae)
- Trompetfisk-familien (Aulostomidae)